# Jakobstad-Pedersöre järnvägsstation

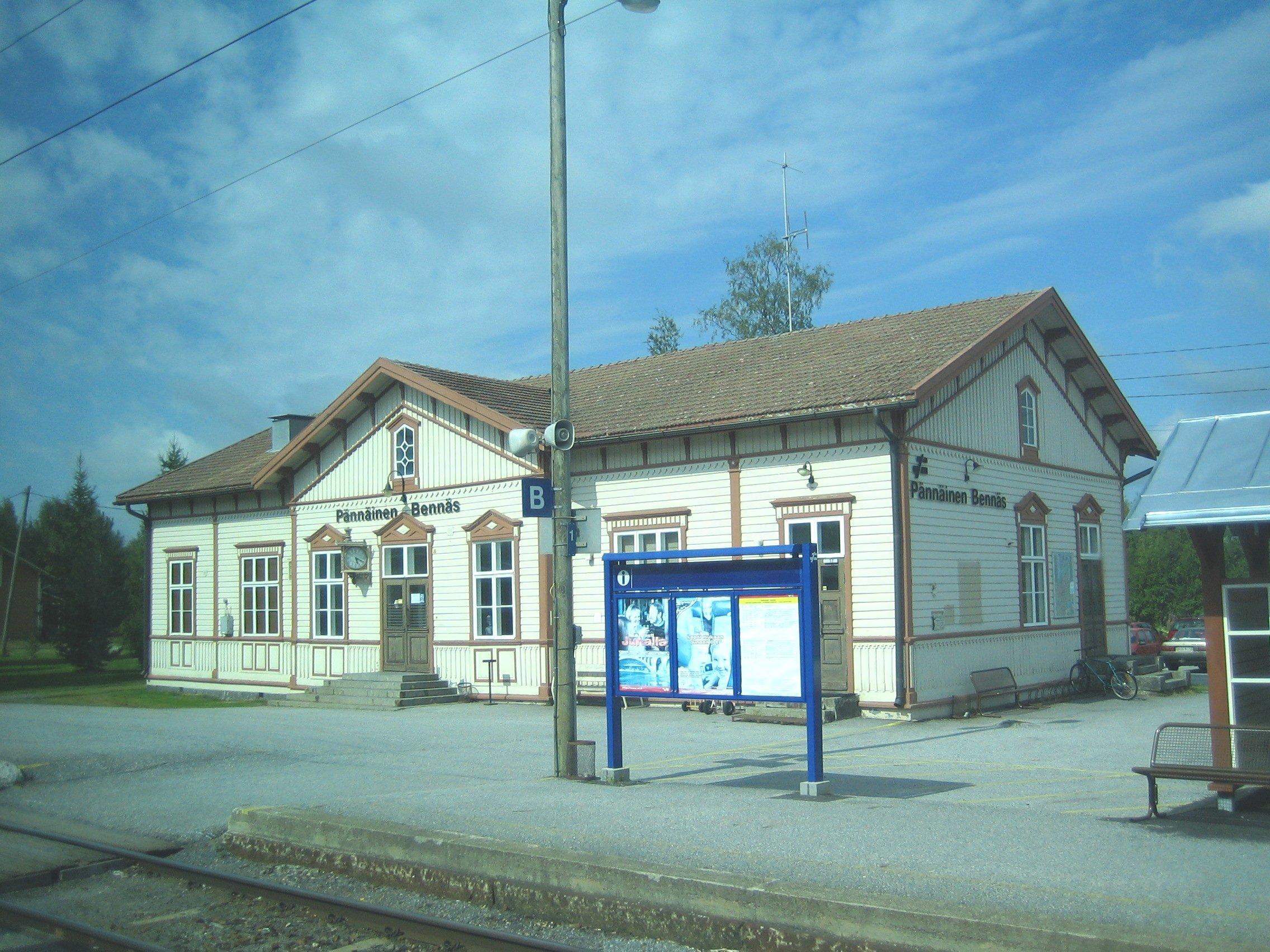
Jakobstad-Pedersöre järnvägsstation

Jakobstad-Pedersöre järnvägsstation är en järnvägsstation i Bennäs i den finländska kommunen Pedersöre i Svenska Österbotten. Stationen ligger på banavsnittet Seinäjoki-Uleåborg. Järnvägsstationen är en järnvägsknut för Jakobstadsbanan och Österbottenbanan. Stationsbyggnaden byggdes 1885 efter ritningar av Knut Nylander. Stationen ligger cirka 101 kilometer från Seinäjoki järnvägsstation och cirka 33 kilometer från Karleby järnvägsstation.
Vid stationen stannar största delen av persontrafiktågen på sträckan Seinäjoki-Uleåborg. Stationen är den järnvägsstation som ligger närmast Jakobstad. Det finns en bussförbindelse mellan stationen och stadens centrum (ca 15 minuters resa). 
Det går ett sidospår från stationen till Jakobstad. Det används endast för godstrafik. Trafikstyrningen fjärrstyrs från trafikstyrningscentralen i Seinäjoki.
Är 2013 byggdes stationen om. Det byggdes två perronger, hiss och undergång mellan perrongerna.
Stationens namn ändrades till Jakobstad-Pedersöre från och med den 15 juni 2020. Det förra namnet var Bennäs järnvägsstation.